# Nymphopsis duodorsospinosa
Nymphopsis duodorsospinosa är en havsspindelart som beskrevs av Hilton, W.A. 1942. Nymphopsis duodorsospinosa ingår i släktet Nymphopsis och familjen Ammotheidae. Inga underarter finns listade i Catalogue of Life.